# 孟东镇区
孟东镇区是缅甸掸邦孟东县下辖的一个镇区，治所位于孟东。